# Dugesia afromontana
Dugesia afromontana és una espècie de triclàdide dugèsid que habita a les muntanyes Amatola, a la província de Cap Oriental, Sud-àfrica. El nom específic "afromontana" fa referència al bosc afromontana de Sud-àfrica. D. afromontana és diferent a la resta d'espècies de Dugesia per la combinació de diferents característiques de l'aparell copulador, incloent la posició central del conducte ejaculador que presenta l'apertura a la punta de la papil·la peniana, la vesícula seminal allargada, l'apertura asimètrica dels oviductes al canal de la bursa, i les apertures dels vasos deferents a la meitat de la vesícula seminal.